# Gewone velduil
De gewone velduil (Agrotis segetum) is een nachtvlinder uit de familie van de uilen (Noctuidae). De vlinder heeft een voorvleugellengte van 16 tot 21 millimeter. De soort komt verspreid over het Palearctisch gebied en Afrika voor. De soort overwintert als rups die doorgaat met eten als het niet vriest.

## Waardplant
De gewone velduil heeft allerlei kruidachtige planten als waardplant. Ze kan schadelijk zijn voor de landbouw.

## Voorkomen in Nederland en België
De gewone velduil is in Nederland en België een gewone soort, die verspreid over het hele gebied voorkomt. De vliegtijd is van mei tot halverwege november in twee generaties.